# Зайцев Микола Петрович
Мико́ла Петро́вич За́йцев (англ. Mykola Zajcew, 5 листопада 1894, Піски, нині частина Змієва — 30 травня 1978, Ньюарк) — український військовий і громадський діяч, на еміграції інженер-хімік. Сотник Армії УНР.
Під час Української революції — повстанець, начальник зв'язку штабу I дієвого корпусу, поручник Армії УНР (на еміграції отримав звання майора). Потому став хіміком у Чехословаччині, Німеччині та США, член Наукового товариства імені Шевченка, Української вільної академії наук та Нью-Йоркської академії наук.

## Ранні роки
Народився в селі Піски Харківської губернії (нині в складі міста Змієва, Харківська область) у сім'ї управителя паперової фабрики. Закінчив реальну школу в Харкові.
У 1912—1916 навчався в Харківському технологічному інституті на хіміко-технічному відділенні.

## Військова діяльність
Навесні 1916 року під час Першої світової війни був мобілізований до Російської імператорської армії. Направлений до Воєнно-старшинської школи в Чугуєві, після закінчення якої 1 жовтня був іменований старшиною. З кінця 1916 року воював на Румунському фронті у складі 2-ї стрілецької дивізії (6-го стрілецького полку).
Восени 1917 року, після Другого Універсалу УЦР долучився до формування українських відділів в армії. У жовтні був сформований український батальйон, який входив до 121-го Українського Пензенського полку 31-ї Харківської дивізії, і з 6 по 19 грудня Микола Зайцев у складі батальйону на чолі з сотником Архипом Кметою здійснив марш з Вікна до Серета, приєднавшись до українського батальйону.
Після підписання Берестейського миру в лютому 1918 року разом з українізованими частинами взяв участь у поході з Серета до Києва, який очолив Микола Рибачук. У Києві вступив до Української інструкторської школи старшин. Після закінчення школи наприкінці 1918 року брав участь у боях у складі 121-го Харківського полку Армії УНР, був ад'ютантом коменданта міста Харкова, начальником зв'язку I Дієвого корпусу. У 1919—1920 роках був учасником Першого зимового походу, за відвагу отримав Орден Залізного Хреста. Потому брав участь в ар'єргардних боях при відступі Уряду та армії та перейшов Збруч 21 листопада 1920.
В «Curriculum vitae» писав:
| “В 1912 році скінчив 1 Харківську реальну школу і в тім же році вступив до Харківського технологічного університету на хемічний відділ. В квітні 1916 року, будучи студентом 8 семестру, був призваний по мобілізації студентів на військову службу. 1 жовтня 1916 року був проізведений в офіцери/ Був на позіції в 6 стрілецькому полку і російську службу закінчив в ранзі підпоручника. 5 грудня 1917 року перейшов на українську службу в 10 український корпус на позіції. Перебував до закінчення Брестського миру і в березні 1918 року прибув до Києва, де ЗО квітня скінчив 1 курс Інструкторської школи старшин. Восени 1918 року повернувся до Харкова і знов вступив до технологічного інституту. В грудні 1918 року під час евакуації Харкова виїхав з Армією УНР і з того часу перебував у її рядах. Останній час служив у Лубенському кінному полку ім. Максима Залізняка ОКД в ранзі поручника. 22 серпня 1922 року прибув до Чехії з метою закінчити освіту, вступивши на хемічний відділ Празької техніки. 23 серпня, Прага”. |
27 грудня 1947 дав верифікаційній комісії такі свідчення про свою службу в українській армії:
| “Перебіг служби: 3 листопаду 1918 року — ад’ютант комендатури м. Харкова до евакуації із штабом Болбочана. 2 січня 1919 року — начальник загального відділу комендатури і команди м. Рівного. З травня 1919 року — начальник зв’язку штабу 1-го дієвого корпусу (начальник штабу полковник Кущ). З липня 1919 року — при штабі Волинської дивізії. Восени 1919 року захорів на тиф і евакуйований до Одеси. Навесні 1920 року вступив до Чорноморського полку, з яким перейшов до повстанців (ад’ютант полку). Марш: Тираспіль — Ананьїв. У Ананьєві приєднався до Армії Зимового походу (частини от. Ю. Тютюнника). З травня 1920 року в складі 1-го кінного полку ОКД (молодший старшина, потім командир сотні), з яким перейшов Збруч. Інтернований у Вадовицях. Звільнений у червні 1922 року”. |

## На еміграції
У 1920—1922 роках перебував у таборах для інтернованих у Польщі. З 1922 до 26 червня 1924 року навчався в Чеському технічному університеті, отримав диплом інженера.
Від 1924 до 1935 працював в Українській господарській академії в Подєбрадах, спочатку як лектор, а згодом як професор та завідувач кафедри. В академії в 1933 році він захистив габілітаційну працю на тему «До питання хемічно-аналітичного контролю гіркнення товщів, а зокрема коров'ячого масла» та здобув звання доцента. Після того перейшов до виробничої діяльності: у 1935—1936 роках працював керівником продукції на фабриці «Екстракція Мерц» у Брно, у 1937—1945 роках — шеф-хімік фабрики «Космос» в Чаславі (Чехословаччина, сучасна Чехія).
Після завершення Другої світової війни в 1945 році виїхав до Німеччині, працює професором та завідувачем кафедри хімічної технології Українського технічно-господарського інституту в Регенсбурзі, водночас у 1948—1951 проректор цього інституту. Паралельно був консультантом фірми «Norddeutsche Glyzerin und Fettsauren Fabriken» у Гамбурзі.
1951 року емігрував до США, до міста Ньюарк, де став хіміком-технологом. Працював керівником дослідницької лабораторії та керівником фірми «Engelhard». Розробляв нові технології виготовлення харчових продуктів, зокрема масла, олії, штучного меду, а також жироподібних речовин різного призначення. Вивчав історію становлення та розвитку олійно-жирової промисловості в Україні.
Дійсний член Наукового товариства імені Шевченка з 1951 року, обіймав у НТШ низку посад: директор Математично-природописно-медичної секції з 1953 до 1974, почесний голова Хімічно-біологічно-медичної секції з 1974 і до смерті. Був членом Української вільної академії наук та головою її Відділу хімічних, фізичних, математичних і технічних наук у 1963—1974 роках, доктором технічних наук (1957) та почесним доктором (1962) Українського технічно-господарського інституту, членом Нью-Йоркської академії наук, Американського товариства хіміків-жировиків, Німецького товариства дослідження жирів, почесним членом Товариства українських інженерів Америки. Відзначений грамотою Американського хімічного товариства за визначний внесок до хімічних наук та технологій (1970).
Помер вранці 30 травня 1978 року після тяжкої хвороби. Похований на Українському православному цвинтарі святого Андрія в Саут-Баунд-Бруці.

## Праці
Автор 50 наукових публікацій англійською, чеською, німецькою та українською мовами. Основною тематикою праць Зайцева були хімія та технологія жирів, зокрема, він був автором новаторських технологій застосування металів платинової групи для каталітичних реакцій, зокрема для гідрогенізації олії. Окремі публікації:
- Технологія товщів: Збірник лекцій. Подєбради, 1926.
- Товарознавство: Збірник лекцій. Подєбради, 1934 (у співавторстві).
- Олійна та оліїперероблююча промисловість на Українських Землях // Сільське господарство України. Прага, 1942.
- Новий каталізатор для гідрогенізації масних олій та його вживання в промислі // Наукові записки Українського технічно-господарського інституту. 1948. Т. 1.

Мав 17 патентів з хімічної технології, зокрема з технології жирів, зареєстрованих в Японії, США, Франції, Італії, Канаді, Великій Британії та Чехословаччині.
Автор статей технічної й економічної тематики в «Українській загальній енциклопедії» (1930—1934).

## Особисте життя
26 червня 1918 року одружився з Варварою Яківною (до шлюбу Сухар). Син Юрій.